# SN 2005gq
SN 2005gq – supernowa typu Ia odkryta 22 września 2005 roku w galaktyce A033348+0042. W momencie odkrycia miała maksymalną jasność 22,40m.